# Le Grand Docu-Soap
Le Grand Docu-Soap — шестой альбом шведской поп-группы Army of Lovers, вышедший в 2001 году. Как и предшествовавший ему Les Greatest Hits, он также являлся сборником уже известных популярных песен группы.

## Об альбоме
Помимо 15 старых хитов, в альбом вошли три новых трека: Let The Sunshine In, Hands Up и Everybody’s Gotta Learn Sometimes, которые однако, представляли собой ремейки уже известных песен других исполнителей. Let The Sunshine In и Hands Up также были выпущены в качестве синглов.
Релиз альбома в разных странах Европы проходил с июля по ноябрь 2001 года. В США он состоялся в феврале 2002 года, дебютировав на 135 месте в «горячей 200-ке» чарта Billboard. В первую же неделю после американского релиза было распродано около 8 тысяч копий альбома. Общий же объём продаж в США составил примерно 30 тысяч экземпляров, а во всём мире — приблизительно 700 тысяч. Это число оказалось значительно меньше, чем в случае с Les Greatest Hits, тираж которого составил более 3 миллионов копий.
В качестве бонуса к основному альбому прилагался CD-диск Le Remixed Docu-Soap, содержавший ремиксы главных хитов группы. Позже в России он продавался как отдельный диск.

## Список композиций

### Основной CD
| №   | Название                                | Текст песни | Длительность |
| --- | --------------------------------------- | ----------- | ------------ |
| 1.  | «Ride The Bullet» (Radio Edit)          | Бард        | 3:28         |
| 2.  | «Crucified» (Radio Edit)                |             | 3:34         |
| 3.  | «Obsession» (Radio Edit)                |             | 3:45         |
| 4.  | «Give My Life» (Radio Edit)             |             | 3:56         |
| 5.  | «Sexual Revolution» (Latin Radio Edit)  |             | 3:59         |
| 6.  | «Israelism» (Radio Edit)                |             | 3:22         |
| 7.  | «I Am» (Radio Edit)                     |             | 3:56         |
| 8.  | «Lit De Parade» (Radio Edit)            |             | 3:27         |
| 9.  | «Let The Sunshine In» (Radio Version)   |             | 3:55         |
| 10. | «Life Is Fantastic» (The 1995 remix)    |             | 4:02         |
| 11. | «Venus & Mars» (Radio Edit)             |             | 3:31         |
| 12. | «King Midas» (Radio Edit)               |             | 3:56         |
| 13. | «My Army Of Lovers» (Radio Edit)        |             | 3:29         |
| 14. | «La Plage De Saint Tropez» (Radio Edit) |             | 3:33         |
| 15. | «Candyman Messiah» (Radio Edit)         |             | 3:11         |
| 16. | «Hands Up» (Radio Version)              |             | 3:12         |
| 17. | «Everybody's Gotta Learn Sometime»      |             | 4:35         |
| 18. | «Supernatural» (The 1991 remix)         |             | 3:57         |

### Remix CD
| №   | Название                                          | Автор(ы) ремикса            | Длительность |
| --- | ------------------------------------------------- | --------------------------- | ------------ |
| 1.  | «Ride The Bullet» (Tren De Amor Mix)              | Nuzak                       | 6:25         |
| 2.  | «Crucified» (The Nuzak Remix)                     | Nuzak                       | 8:02         |
| 3.  | «Obsession» (Schizoperetta Mix)                   | Nuzak                       | 6:42         |
| 4.  | «Give My Life» (Sound Factory Mix)                | Sound Factory; Emil Hellman | 6:35         |
| 5.  | «Sexual Revolution» (Latin Club Mix)              | Denniz Pop; Max Martin      | 6:28         |
| 6.  | «Israelism» (Goldcalfhourahhorror Mix)            | Бард, Волльбек, Адебратт    | 6:57         |
| 7.  | «I Am» (Post Modern Dance Vocal Mix)              | Эрик Куппер                 | 6:33         |
| 8.  | «Lit De Parade» (Plaisir De Nirvana Mix)          | Андерс Ханссон              | 7:45         |
| 9.  | «Let The Sunshine In» (M12 Maximum Long Club Mix) | M12                         | 7:02         |
| 10. | «Candyman Messiah» (Tolstoy Farm Mix)             | Nuzak                       | 5:38         |

## Продажи, рейтинги, отзывы
Amazon

 MSN

 Jetune.ru
Несмотря на относительный коммерческий успех альбома, в его адрес звучали и негативные отзывы, в том числе, со стороны российских критиков и обозревателей. И, если уже в 1994 году некоторые из них называли солисток группы «стареющими целлюлитными женщинами», то на этот раз их позиция лишь упрочилась. Так, вскоре после выхода в эфир видеоклипа Army of Lovers на песню «Hands Up», внешний вид солисток группы был раскритикован в программе Shit-парад на MTV:
Группа, основанная на женских, и не очень, прелестях, рано или поздно приходит к печальному финалу. Длинные конечности, бывшие когда-то стройными, превращаются в упитанные окорочка; молочные железы — становятся перезревшими дынями.
(Михаил Рольник, ведущий программы)
Другим поводом для критики стало включение в трек-лист альбома кавер-версий на песни «Hands Up» и «Let The Sunshine». Так, Екатерина Борисова из музыкального журнала Fuzz предпочла новой версии первоначальный вариант «Let The Sunshine» из мюзикла «Hair» в исполнении группы The 5th Dimension, а исполнение Army of Lovers назвала «уродским».